# 1973年カナダグランプリ
1973年カナダグランプリ (英: 1973 Canadian Grand Prix) は、1973年のF1世界選手権第14戦として、1973年9月23日にモスポート・パークで開催された。

## 概要
レースは80周で行われ、2番グリッドからスタートしたマクラーレン・M23を駆るピーター・レブソンが優勝した。アメリカ合衆国で生まれたドライバーがF1世界選手権で優勝した最後のレースである（2023年終了時点）。2位はロータスのエマーソン・フィッティパルディ、3位となったシャドウのジャッキー・オリバーは5年ぶりでかつ最後の表彰台を獲得した。
本GPは3度のドライバーズチャンピオンを獲得したジャッキー・スチュワートにとって、99回目でかつ最後の出走となった。また、セーフティカーが初めて出動したレースでもあるが、雨と事故とセーフティカーの出動によりラップチャートが大混乱してしまった。

## エントリー
前戦イタリアGPでジャッキー・スチュワートのドライバーズチャンピオンが決定し、最大の関心はティレルとロータスのコンストラクターズチャンピオン争いとなった。
ティレルは本GPで3台をエントリーすることを決めたが、パトリック・デパイユがバイク事故によって出場できなくなったため、テクノを去ったクリス・エイモンを起用する。BRMは従来の3台に1年ぶりのF1復帰となるピーター・ゲシンを加えた4台で参加する予定であったが、クレイ・レガツォーニが契約上のトラブルによって欠場したため、結果的にレガツォーニからゲシンに交代する形の3台体制となった。フェラーリはジャッキー・イクスがチームを去ったため、アルトゥーロ・メルツァリオのみ参加する。ウィリアムズ（イソ・マールボロ）は2台目のドライバーとしてティム・シェンケンを起用する。マクラーレンはイギリスGPで多重事故を引き起こして以来出番がなかったジョディー・シェクターを3台目のドライバーに起用する。LECのデビッド・パーレイは北米ラウンドには参加せずジーズンを終えることになった。
なお、シェクターはF1史上始めてカーナンバー「0」を使用する。

### エントリーリスト
| チーム                                             | No. | ドライバー                     | コンストラクター | シャシー | エンジン                         | タイヤ |
| -------------------------------------------------- | --- | ------------------------------ | ---------------- | -------- | -------------------------------- | ------ |
| ヤードレー・チーム・マクラーレン                   | 0   | ジョディー・シェクター         | マクラーレン     | M23      | フォード・コスワース DFV 3.0L V8 | G      |
| ヤードレー・チーム・マクラーレン                   | 7   | デニス・ハルム                 | マクラーレン     | M23      | フォード・コスワース DFV 3.0L V8 | G      |
| ヤードレー・チーム・マクラーレン                   | 8   | ピーター・レブソン             | マクラーレン     | M23      | フォード・コスワース DFV 3.0L V8 | G      |
| ジョン・プレイヤー・チーム・ロータス               | 1   | エマーソン・フィッティパルディ | ロータス         | 72E      | フォード・コスワース DFV 3.0L V8 | G      |
| ジョン・プレイヤー・チーム・ロータス               | 2   | ロニー・ピーターソン           | ロータス         | 72E      | フォード・コスワース DFV 3.0L V8 | G      |
| スクーデリア・フェラーリ SpA SEFAC                 | 4   | アルトゥーロ・メルツァリオ     | フェラーリ       | 312B3    | フェラーリ 001/11 3.0L F12       | G      |
| エルフ・チーム・ティレル                           | 5   | ジャッキー・スチュワート       | ティレル         | 006      | フォード・コスワース DFV 3.0L V8 | G      |
| エルフ・チーム・ティレル                           | 6   | フランソワ・セベール           | ティレル         | 006      | フォード・コスワース DFV 3.0L V8 | G      |
| エルフ・チーム・ティレル                           | 29  | クリス・エイモン               | ティレル         | 005      | フォード・コスワース DFV 3.0L V8 | G      |
| チェラミカ・パニョッシン・チーム・MRD              | 9   | ロルフ・シュトメレン           | ブラバム         | BT42     | フォード・コスワース DFV 3.0L V8 | G      |
| モーターレーシング・ディベロップメンツ・リミテッド | 10  | カルロス・ロイテマン           | ブラバム         | BT42     | フォード・コスワース DFV 3.0L V8 | G      |
| モーターレーシング・ディベロップメンツ・リミテッド | 11  | ウィルソン・フィッティパルディ | ブラバム         | BT42     | フォード・コスワース DFV 3.0L V8 | G      |
| エンバシー・レーシング                             | 12  | グラハム・ヒル                 | シャドウ         | DN1      | フォード・コスワース DFV 3.0L V8 | G      |
| クラーク＝モーダウント＝ガスリー・レーシング       | 15  | マイク・ボイトラー             | マーチ           | 731      | フォード・コスワース DFV 3.0L V8 | F      |
| UOP・シャドウ・レーシングチーム                    | 16  | ジョージ・フォルマー           | シャドウ         | DN1      | フォード・コスワース DFV 3.0L V8 | G      |
| UOP・シャドウ・レーシングチーム                    | 17  | ジャッキー・オリバー           | シャドウ         | DN1      | フォード・コスワース DFV 3.0L V8 | G      |
| STP・マーチ・レーシングチーム                      | 18  | ジャン＝ピエール・ジャリエ     | マーチ           | 731      | フォード・コスワース DFV 3.0L V8 | G      |
| マールボロ・BRM                                    | 19  | ピーター・ゲシン               | BRM              | P160E    | BRM P142 3.0L V12                | F      |
| マールボロ・BRM                                    | 20  | ジャン＝ピエール・ベルトワーズ | BRM              | P160E    | BRM P142 3.0L V12                | F      |
| マールボロ・BRM                                    | 21  | ニキ・ラウダ                   | BRM              | P160E    | BRM P142 3.0L V12                | F      |
| ブルックボンド・オクソ・チーム・サーティース       | 23  | マイク・ヘイルウッド           | サーティース     | TS14A    | フォード・コスワース DFV 3.0L V8 | F      |
| ブルックボンド・オクソ・チーム・サーティース       | 24  | カルロス・パーチェ             | サーティース     | TS14A    | フォード・コスワース DFV 3.0L V8 | F      |
| フランク・ウィリアムズ・レーシングカーズ           | 25  | ハウデン・ガンレイ             | イソ・マールボロ | IR       | フォード・コスワース DFV 3.0L V8 | F      |
| フランク・ウィリアムズ・レーシングカーズ           | 26  | ティム・シェンケン             | イソ・マールボロ | IR       | フォード・コスワース DFV 3.0L V8 | F      |
| ヘスケス・レーシング                               | 27  | ジェームス・ハント             | マーチ           | 731      | フォード・コスワース DFV 3.0L V8 | F      |
| チーム・エンサイン                                 | 28  | リッキー・フォン・オペル       | エンサイン       | N173     | フォード・コスワース DFV 3.0L V8 | F      |
| 出典:                                              |     |                                |                  |          |                                  |        |

## 予選
金曜、土曜の午前、午後と計4回のセッションが行われ、ロータス勢とマクラーレン勢が好調な走りを見せた。土曜午前は濃い霧に包まれたため、全ドライバーが走行しなかった。
ロータスのロニー・ピーターソンがポールポジションを獲得し、マクラーレンのピーター・レブソンとジョディー・シェクターが2-3番手に続く。ドライバーズランキング2位を争うエマーソン・フィッティパルディ（ロータス）とフランソワ・セベール（ティレル）は3列目に並び、既にドライバーズチャンピオンを決めていたジャッキー・スチュワートは9番手で5列目からのスタートとなる。

### 予選結果
| 順位  | No. | ドライバー                     | コンストラクター          | タイム   | 差     | グリッド |
| ----- | --- | ------------------------------ | ------------------------- | -------- | ------ | -------- |
| 1     | 2   | ロニー・ピーターソン           | ロータス-フォード         | 1:13.697 | -      | 1        |
| 2     | 8   | ピーター・レブソン             | マクラーレン-フォード     | 1:14.737 | +1.040 | 2        |
| 3     | 0   | ジョディー・シェクター         | マクラーレン-フォード     | 1:14.758 | +1.061 | 3        |
| 4     | 10  | カルロス・ロイテマン           | ブラバム-フォード         | 1:14.813 | +1.116 | 4        |
| 5     | 1   | エマーソン・フィッティパルディ | ロータス-フォード         | 1:15.035 | +1.338 | 5        |
| 6     | 6   | フランソワ・セベール           | ティレル-フォード         | 1:15.118 | +1.421 | 6        |
| 7     | 7   | デニス・ハルム                 | マクラーレン-フォード     | 1:15.319 | +1.622 | 7        |
| 8     | 21  | ニキ・ラウダ                   | BRM                       | 1:15.400 | +1.703 | 8        |
| 9     | 5   | ジャッキー・スチュワート       | ティレル-フォード         | 1:15.641 | +1.944 | 9        |
| 10    | 11  | ウィルソン・フィッティパルディ | ブラバム-フォード         | 1:16.112 | +2.415 | 10       |
| 11    | 29  | クリス・エイモン               | ティレル-フォード         | 1:16.228 | +2.531 | 11       |
| 12    | 23  | マイク・ヘイルウッド           | サーティース-フォード     | 1:16.290 | +2.593 | 12       |
| 13    | 16  | ジョージ・フォルマー           | シャドウ-フォード         | 1:16.358 | +2.661 | 13       |
| 14    | 17  | ジャッキー・オリバー           | シャドウ-フォード         | 1:16.436 | +2.739 | 14       |
| 15    | 27  | ジェームス・ハント             | マーチ-フォード           | 1:16.504 | +2.807 | 15       |
| 16    | 20  | ジャン＝ピエール・ベルトワーズ | BRM                       | 1:16.623 | +2.926 | 16       |
| 17    | 12  | グラハム・ヒル                 | シャドウ-フォード         | 1:16.740 | +3.043 | 17       |
| 18    | 9   | ロルフ・シュトメレン           | ブラバム-フォード         | 1:16.846 | +3.149 | 18       |
| 19    | 24  | カルロス・パーチェ             | サーティース-フォード     | 1:17.028 | +3.331 | 19       |
| 20    | 4   | アルトゥーロ・メルツァリオ     | フェラーリ                | 1:17.350 | +3.653 | 20       |
| 21    | 15  | マイク・ボイトラー             | マーチ-フォード           | 1:17.383 | +3.686 | 21       |
| 22    | 25  | ハウデン・ガンレイ             | イソ・マールボロ-フォード | 1:17.579 | +3.882 | 22       |
| 23    | 18  | ジャン＝ピエール・ジャリエ     | マーチ-フォード           | 1:17.721 | +4.024 | 23       |
| 24    | 26  | ティム・シェンケン             | イソ・マールボロ-フォード | 1:18.402 | +4.705 | 24       |
| 25    | 19  | ピーター・ゲシン               | BRM                       | 1:18.498 | +4.801 | 25       |
| 26    | 28  | リッキー・フォン・オペル       | エンサイン-フォード       | 1:18.682 | +4.985 | 26       |
| 出典: |     |                                |                           |          |        |          |

## 決勝
（特記のない出典: 、正しいラップチャートの出典: ）
レースの開始時間になっても雨が止まず、開始を1時間遅らせた。1時間後に雨は止んだが、コース上のところどころに水たまりがあり、雨雲も残っていたため各車レインタイヤでスタートする。
スタートでロニー・ピーターソンが首位に立ち、ジョディー・シェクターと好スタートを切ったニキ・ラウダが続き、ジャッキー・スチュワートとエマーソン・フィッティパルディが第2グループを形成する。
ラウダは3周目にシェクターとピーターソンを抜いて首位に浮上し、後続との差を広げていく。徐々にコースが乾き出し、雨の心配がなくなったことで各車ともレインタイヤでの走行が厳しくなり、スチュワートは順位を落とし、ピーターソンを抜いて2位を走行していたシェクターもピーターソンに抜き返された。ラウダは15周目までにピーターソンとの差を23秒まで広げていたが、周回遅れを抜く16周目からペースを落としていく。ピーターソンは17周目の1コーナーで左リアタイヤがパンクしてガードレールにクラッシュし、そのままリタイアとなった。
ラウダは20周目にタイヤ交換のためピットインして8位に後退し、他車も22周目からタイヤ交換により続々とピットインしたことでラップチャートは混乱し、ドライバー自身もどの順位にいるのかがわからない状況となった。
多くのマシンのタイヤ交換が終わり、レースの流れが落ち着き出した33周目に第2コーナーでフランソワ・セベールとシェクターが接触してしまう。2人は無事だったが、マシンは2台ともガードレールに突き刺さってしまった。セベールはシェクターの荒いドライビングに対し一触即発の状態となったが、マーシャルになだめられた。マーシャルがクラッシュした2台のマシンを安全な場所へ撤去しようとしたが、コース上を走るマシンに阻まれて思うように作業が進まないため、セーフティカー（ペースカー）の出動を要請する。セーフティカーの黄色いポルシェ・914を出動させる準備はできていたものの、どの位置に入るべきかがわからず、コントロールタワーの指示によりハウデン・ガンレイの前に入った。しかし、この時点の本当の首位はジャン＝ピエール・ベルトワーズであり、正しく首位のドライバーをセーフティカーが抑えられなかったことや、セーフティカーの走行中にタイヤ交換やマシンチェックでピットインしたドライバーがいたことで、さらにラップチャートが混乱してしまった。
セーフティカーが退き、グリーンフラッグが振られてレースは再開され、ガンレイはE.フィッティパルディとスチュワートを従えて「首位」の座を死守しようとしたが、数周後にE.フィッティパルディがガンレイを抜いて「首位」に浮上したと思われたが、実際にはE.フィッティパルディの前を走行していたジャッキー・オリバーが首位となっていた（セーフティカー出動時点で本来の首位であったベルトワーズは、セーフティカー走行中の40周目にピットインしてオリバーとピーター・レブソンに抜かれて3位に順位を下げていた）。オリバーはスロットルが引っかかるのを修理するため47周目にピットインし、E.フィッティパルディがコントロールラインを通過する直前にコースへ復帰した（この時点でオリバーは首位をキープしたままコースへ復帰したと見られていたが、実際にはレブソンとベルトワーズに抜かれて3位に順位を落としていた）。こうして、本当の順位が誰にもわからないままレースは進行していく。
E.フィッティパルディはオリバーへ徐々に迫り、残り2周となったところでオリバーをオーバーテイクする。E.フィッティパルディがフィニッシュし、勝利を確信したロータスのコーリン・チャップマンは帽子を高々と投げる恒例のポーズを見せたがチェッカーフラッグは振られず、40秒後にスチュワート、ガンレイ、マイク・ヘイルウッド、レブソン、ジェームス・ハントの5人が通過した時にチェッカーフラッグが振られた。その数秒後に「もう1周」してきたE.フィッティパルディとオリバーにもチェッカーフラッグが振られ、混乱したレースは終了した。
E.フィッティパルディはファンから勝利を祝福されて表彰台へ向かったが、そこにはレブソンとオリバーがいて、オフィシャルが優勝トロフィーを渡したのはレブソンだった。その後各チームからクレームが出され、レブソンの勝利をはじめとした正しい公式結果が出されたのはレース終了から3時間経ってからであった。
ロータスとティレルの激しいコンストラクターズチャンピオン争いはロータスが1点差でティレルを逆転して首位に立ち、決着は最終戦のアメリカGPまで持ち越しとなった。

### レース結果
| 順位  | No. | ドライバー                     | コンストラクター          | 周回数 | タイム/リタイア原因 | グリッド | ポイント |
| ----- | --- | ------------------------------ | ------------------------- | ------ | ------------------- | -------- | -------- |
| 1     | 8   | ピーター・レブソン             | マクラーレン-フォード     | 80     | 1:59:04.083         | 2        | 9        |
| 2     | 1   | エマーソン・フィッティパルディ | ロータス-フォード         | 80     | +32.734             | 5        | 6        |
| 3     | 17  | ジャッキー・オリバー           | シャドウ-フォード         | 80     | +34.505             | 14       | 4        |
| 4     | 20  | ジャン＝ピエール・ベルトワーズ | BRM                       | 80     | +36.514             | 16       | 3        |
| 5     | 5   | ジャッキー・スチュワート       | ティレル-フォード         | 79     | +1 Lap              | 9        | 2        |
| 6     | 25  | ハウデン・ガンレイ             | イソ・マールボロ-フォード | 79     | +1 Lap              | 22       | 1        |
| 7     | 27  | ジェームス・ハント             | マーチ-フォード           | 78     | +2 Laps             | 15       |          |
| 8     | 10  | カルロス・ロイテマン           | ブラバム-フォード         | 78     | +2 Laps             | 4        |          |
| 9     | 23  | マイク・ヘイルウッド           | サーティース-フォード     | 78     | +2 Laps             | 12       |          |
| 10    | 29  | クリス・エイモン               | ティレル-フォード         | 77     | +3 Laps             | 11       |          |
| 11    | 11  | ウィルソン・フィッティパルディ | ブラバム-フォード         | 77     | +3 Laps             | 10       |          |
| 12    | 9   | ロルフ・シュトメレン           | ブラバム-フォード         | 76     | +4 Laps             | 18       |          |
| 13    | 7   | デニス・ハルム                 | マクラーレン-フォード     | 75     | +5 Laps             | 7        |          |
| 14    | 26  | ティム・シェンケン             | イソ・マールボロ-フォード | 75     | +5 Laps             | 24       |          |
| 15    | 4   | アルトゥーロ・メルツァリオ     | フェラーリ                | 75     | +5 Laps             | 20       |          |
| 16    | 12  | グラハム・ヒル                 | シャドウ-フォード         | 73     | +7 Laps             | 17       |          |
| 17    | 16  | ジョージ・フォルマー           | シャドウ-フォード         | 73     | +7 Laps             | 13       |          |
| 18    | 24  | カルロス・パーチェ             | サーティース-フォード     | 72     | +8 Laps             | 19       |          |
| NC    | 18  | ジャン＝ピエール・ジャリエ     | マーチ-フォード           | 71     | 規定周回数不足      | 23       |          |
| NC    | 28  | リッキー・フォン・オペル       | エンサイン-フォード       | 68     | 規定周回数不足      | 26       |          |
| Ret   | 21  | ニキ・ラウダ                   | BRM                       | 62     | トランスミッション  | 8        |          |
| Ret   | 0   | ジョディー・シェクター         | マクラーレン-フォード     | 32     | 接触                | 3        |          |
| Ret   | 6   | フランソワ・セベール           | ティレル-フォード         | 32     | 接触                | 6        |          |
| Ret   | 15  | マイク・ボイトラー             | マーチ-フォード           | 20     | エンジン            | 21       |          |
| Ret   | 2   | ロニー・ピーターソン           | ロータス-フォード         | 16     | サスペンション      | 1        |          |
| Ret   | 19  | ピーター・ゲシン               | BRM                       | 5      | オイルポンプ        | 25       |          |
| 出典: |     |                                |                           |        |                     |          |          |

優勝者ピーター・レブソンの平均速度
159.519 km/h (99.121 mph)
ファステストラップ
- エマーソン・フィッティパルディ - 1:15.496

ラップリーダー
太字は最多ラップリーダー
- ロニー・ピーターソン - 2周 (1-2)
- ニキ・ラウダ - 17周 (3-19)
- エマーソン・フィッティパルディ - 13周 (20-32)
- ジャッキー・スチュワート - 1周 (33)
- ジャン＝ピエール・ベルトワーズ - 6周 (34-39)
- ジャッキー・オリバー - 7周 (40-46)
- ピーター・レブソン - 34周 (47-80)

達成された主な記録
- ドライバー
  - 最終勝利: ピーター・レブソン - 通算2勝目[W 6][W 18]
  - 20回目の表彰台: エマーソン・フィッティパルディ[W 6]
  - 最終表彰台: ピーター・レブソン - 通算8回目[W 6][W 18]、ジャッキー・オリバー - 通算2回目[W 6][W 19]
  - 最終入賞: ジャッキー・オリバー[W 19]
- コンストラクター
  - 50回目の出走: マーチ[W 6]
- エンジン
  - 60回目のファステストラップ: フォード・コスワース[W 6]

## 第14戦終了時点のランキング
|       | 順位 | ドライバー                     | ポイント |
| ----- | ---- | ------------------------------ | -------- |
|       | 1    | ジャッキー・スチュワート       | 71       |
|       | 2    | エマーソン・フィッティパルディ | 54       |
|       | 3    | フランソワ・セベール           | 47       |
|       | 4    | ロニー・ピーターソン           | 43       |
|       | 5    | ピーター・レブソン             | 36       |
| 出典: |      |                                |          |

|       | 順位 | コンストラクター      | ポイント |
| ----- | ---- | --------------------- | -------- |
| 1     | 1    | ロータス-フォード     | 83 (87)  |
| 1     | 2    | ティレル-フォード     | 82 (86)  |
|       | 3    | マクラーレン-フォード | 55       |
|       | 4    | ブラバム-フォード     | 18       |
|       | 5    | フェラーリ            | 12       |
| 出典: |      |                       |          |

- 注: トップ5のみ表示。前半8戦のうちベスト7戦及び後半7戦のうちベスト6戦がカウントされる。ポイントは有効ポイント、括弧内は総獲得ポイント。